# Парагуарі
Парагуарі (гуар. Paraguari) — місто на півдні Парагваю, адміністративний центр департаменту Парагуарі. Населення 22 174 (2002). Залізницею і шосе сполучене з містами Асунсьйон та Енкарнасьйон. Важливий торговий центр сільськогосподарського району (тютюн, бавовник, рис, цукрова тростина, кукурудза, маніок). Наявні харчосмакова (винокурна, виробництво ефірних олій) та лісопильна промисловість. Видобуток каоліну та граніту.
Місто засноване 1775 року Аугустіном Фернандо де Пінто.

## Клімат
Місто знаходиться у зоні, котра характеризується вологим субтропічним кліматом. Найтепліший місяць — січень із середньою температурою 26.9 °C (80.4 °F). Найхолодніший місяць — червень, із середньою температурою 17.1 °С (62.8 °F).
| Клімат Параґуарі        | Клімат Параґуарі | Клімат Параґуарі | Клімат Параґуарі | Клімат Параґуарі | Клімат Параґуарі | Клімат Параґуарі | Клімат Параґуарі | Клімат Параґуарі | Клімат Параґуарі | Клімат Параґуарі | Клімат Параґуарі | Клімат Параґуарі | Клімат Параґуарі |
| Показник                | Січ.             | Лют.             | Бер.             | Квіт.            | Трав.            | Черв.            | Лип.             | Серп.            | Вер.             | Жовт.            | Лист.            | Груд.            | Рік              |
| Середня температура, °C | 26,9             | 26,5             | 25,2             | 22               | 19,4             | 17,1             | 17,3             | 18,5             | 20,1             | 22,6             | 24,4             | 26,2             | 22,2             |
| Норма опадів, мм        | 176.7            | 149.4            | 145.2            | 162.1            | 133.5            | 117.1            | 77.4             | 104.6            | 118.2            | 177.5            | 181.3            | 149.2            | 1692.2           |
| Днів з опадами          | 8                | 6,8              | 6,5              | 6,7              | 6,2              | 6,3              | 4,8              | 5,7              | 6,3              | 7,8              | 7,4              | 7,6              | 80,1             |
| Вологість повітря, %    | 68.1             | 70.9             | 72.1             | 74.5             | 76.1             | 76.6             | 71.7             | 69.6             | 67.5             | 67.4             | 66.8             | 66.3             | 70.6             |
| ----------------------- | ---------------- | ---------------- | ---------------- | ---------------- | ---------------- | ---------------- | ---------------- | ---------------- | ---------------- | ---------------- | ---------------- | ---------------- | ---------------- |
| Джерело: Weatherbase    |                  |                  |                  |                  |                  |                  |                  |                  |                  |                  |                  |                  |                  |